# وروان (مقاطعة فراهان)
وروان (بالفارسية: وروان) هي قرية تقع في مركزي في إيران. يقدر عدد سكانها بـ 72 نسمة بحسب إحصاء 2016.